# Pláňavy

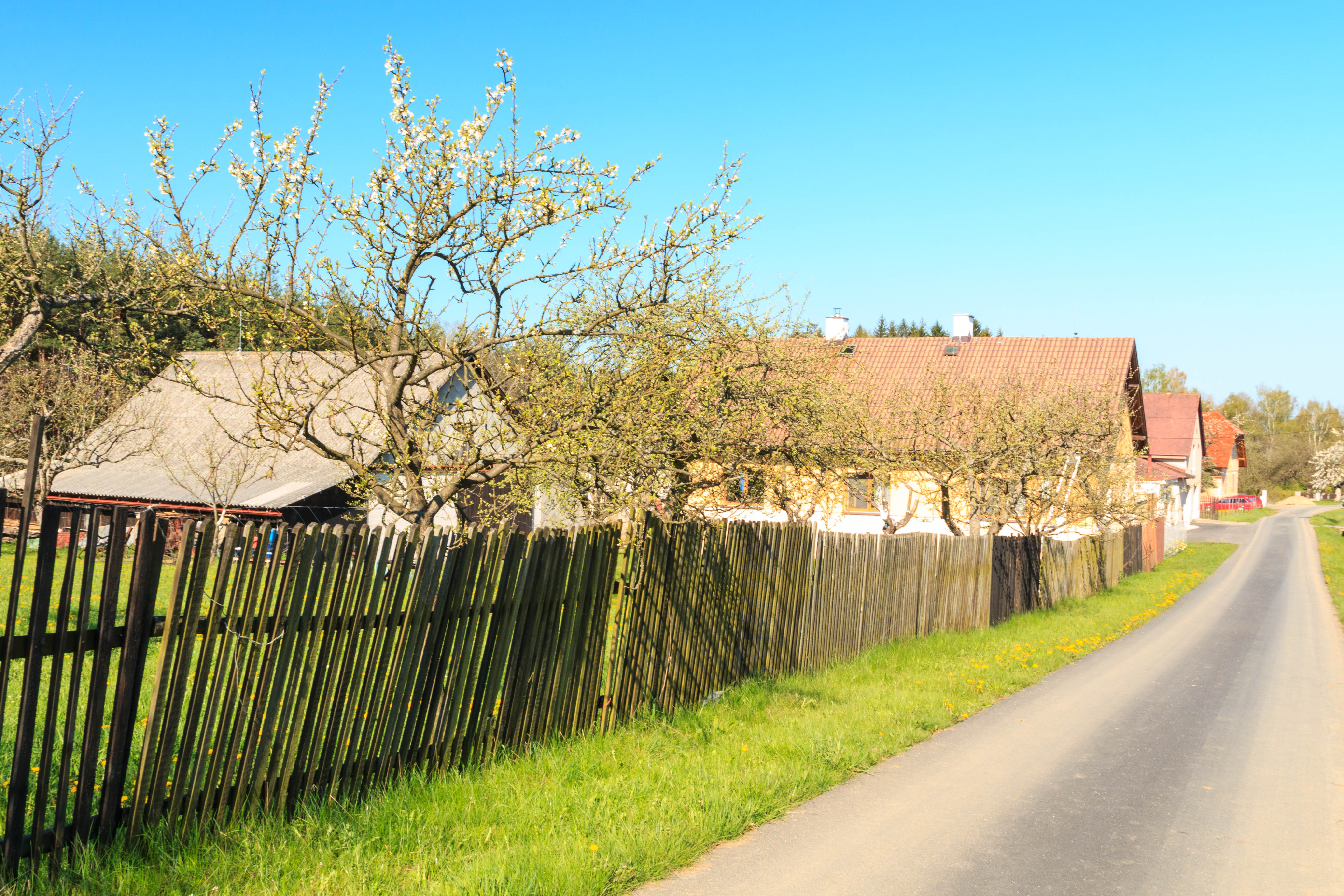
Ortsansicht

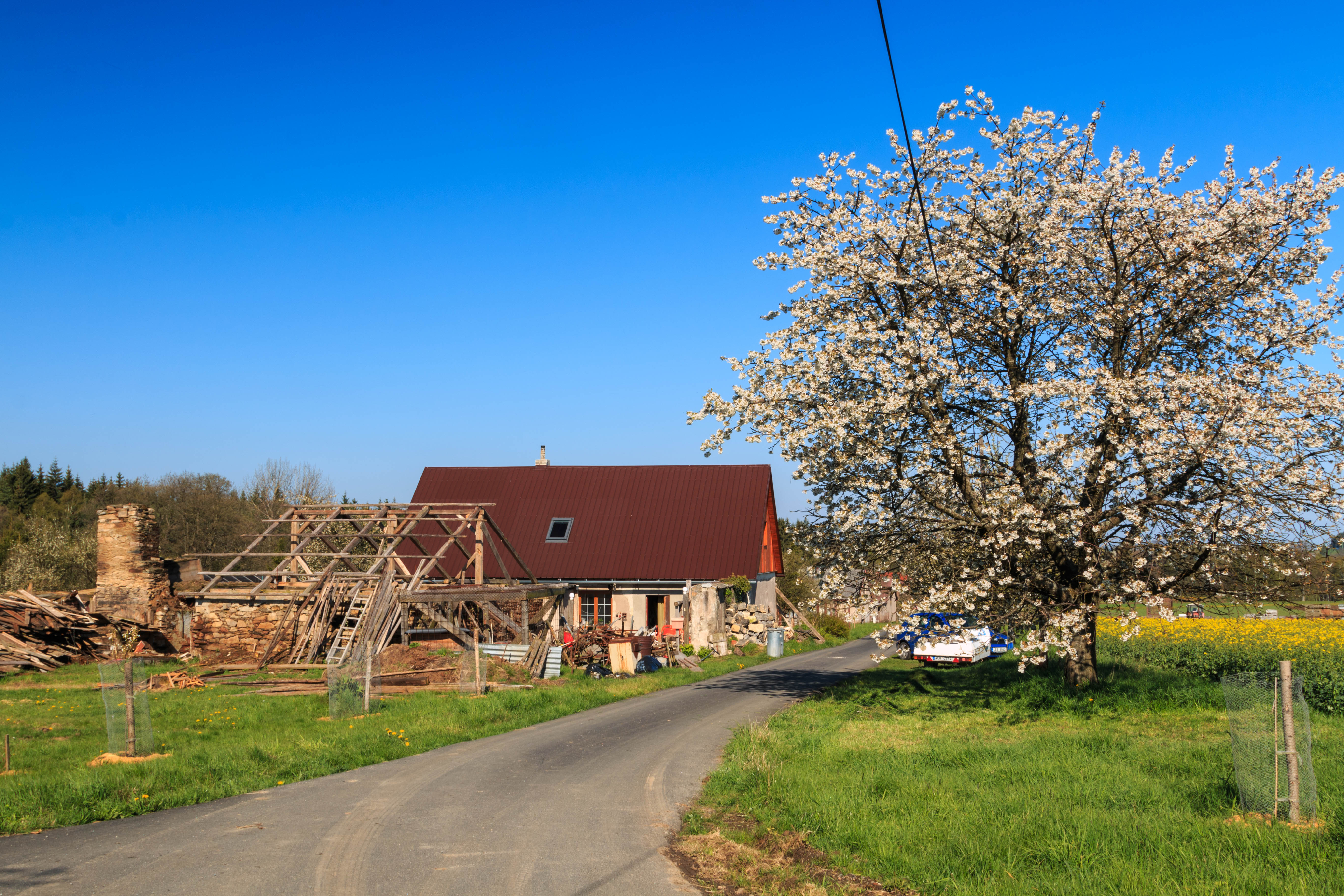
Haus Nr. 11

Pláňavy (deutsch Planiow, auch Planiau) ist ein Ortsteil der Gemeinde Vojtěchov in Tschechien. Er liegt vier Kilometer östlich von Hlinsko und gehört zum Okres Chrudim.

## Geographie
Die von Wäldern umgebene Streusiedlung Pláňavy befindet sich im Norden der Saarer Berge auf dem Höhenrücken Horky (Horka). Pláňavy liegt im Quellgebiet eines kleinen Zuflusses vom Blatenský potok im Landschaftsschutzgebiet CHKO Žďárské vrchy. Nördlich erhebt sich die Čertovina (652 m n.m.), im Osten der Dědovský kopec (676 m n.m.) sowie südlich die Pešava (697 m n.m.) und die Hrobka (688 m n.m.). 
Nachbarorte sind Raná im Norden, Vojtěchov im Nordosten, Kladno und Dědová im Osten, Ovčín und Filipov im Südosten, Kameničky und Jeníkov im Süden, Hamry, Hamřík und Blatno im Südwesten, Rataje im Westen sowie Srní, Horní Babákov, Čertovina und Medkovy Kopce im Nordwesten.

## Geschichte
Die erste schriftliche Erwähnung von Pláňavy erfolgte im Jahre 1706. Der Ort entstand als Holzfäller- und Köhlersiedlung, nachdem in der Umgebung neue Eisenerzvorkommen entdeckt wurden und die Herrschaft Richenburg eine neue Eisenhütte gründete.
Im Jahre 1835 bestand das im Chrudimer Kreis gelegene Dominikaldörfchen Planiau aus 6 Häusern, in denen 19 Personen lebten. Abseits im Wald lag das herrschaftliche Forsthaus Planiau. Das Dorf unterstand dem Gericht in Woytiechow. Katholischer Pfarrort war Hlinsko, die Protestanten waren dem Pastorat Krauna zugeteilt. Bis zur Mitte des 19. Jahrhunderts blieb Planiau der Herrschaft Richenburg untertänig.
Nach der Aufhebung der Patrimonialherrschaften bildete Plaňany ab 1849 einen Ortsteil der Gemeinde Vojtěchov im Gerichtsbezirk Hlinsko. Ab 1868 gehörte das Dorf zum politischen Bezirk Chrudim. 1869 hatte Plaňany 37 Einwohner. Im Jahre 1900 lebten in Plaňavy 38 Personen, 1910 waren es 50. Seit 1924 führt der Ort den amtlichen Namen Pláňavy. 1930 hatte Pláňavy 32 Einwohner. 1949 wurde das Dorf dem neu gebildeten Okres Hlinsko zugeordnet, seit 1961 gehört es wieder zum Okres Chrudim. Beim Zensus von 2001 lebten in den 8 Häusern von Pláňavy 26 Personen. 

## Gemeindegliederung
Der Ortsteil Pláňavy ist Teil des Katastralbezirkes Vojtěchov u Hlinska.

## Sehenswürdigkeiten
- Reste von Meilern in der Umgebung des Dorfes